# Adolf Kamiński
Adolf Kamiński, także Adolf Sulima-Kamiński (ur. 7 października 1878 roku w Krakowie, zm. 21 października 1951 roku w Nowym Targu) – polski taternik, profesor gimnazjalny.
W 1899 roku ukończył gimnazjum św. Anny w Krakowie. Do szkoły tej uczęszczał razem z Karolem Englischem, z którym odbywał wycieczki w Tatry. Do 1912 roku Kamiński uczył matematyki w gimnazjum w Wadowicach, później do ok. 1927 roku w gimnazjum w Nowym Targu. Pełnił funkcję prezesa komitetu Bursy Choceńskiej dla uczniów i uchodźców wojennych w Nowym Targu (1915–1917). Jeszcze w czasie II wojny światowej korespondował z Englischem.
Wspólnie z Karolem Englischem w 1902 roku Adolf Kamiński jako pierwszy przeszedł część Jaworowej Grani, zdobyli wówczas Skrajną, Pośrednią i Wielką Jaworową Turnię. Była to pierwsza wyprawa na taką skalę bez przewodnika w Tatrach.
Englisch proponował dla nienazwanej wtedy jeszcze Skrajnej Jaworowej Turni określenie Turnia Adolfa Kamińskiego lub Turnia Kamińskiego (niem. Kamiński-Thurm, węg. Kamiński-torony), nie przyjęła się ona jednak.